# Daly (Familienname)
Daly ist ein irischer Familienname.

## Herkunft und Bedeutung
Daly ist eine Schreibvariante des Familiennamens Daley. Zu näheren Erläuterungen siehe dort.

## Namensträger
- Andrew Daly (* 1971), US-amerikanischer Schauspieler, Komiker und Drehbuchautor
- Bea Daly (* 1981), australische Volleyballspielerin
- Bill Daly († 2012), US-amerikanischer Toningenieur
- Brendan Daly (1940–2023), irischer Politiker
- Cahal Daly (1917–2009), irischer Geistlicher, Erzbischof von Armagh
- Candice Daly (1963–2004), US-amerikanische Schauspielerin
- Carroll John Daly (1889–1958), US-amerikanischer Schriftsteller
- Charles P. Daly (1816–1899), US-amerikanischer Richter
- Chuck Daly (1930–2009), US-amerikanischer Basketballtrainer
- Claire Daly (1958–2024), US-amerikanische Jazzmusikerin
- Clare Daly (* 1968), irische Politikerin
- Conor Daly (* 1991), US-amerikanischer Automobilrennfahrer
- Daniel Daly (1873–1937), US-amerikanischer Unteroffizier
- Denis Daly (Politiker, 1748) (1748–1791), irischer Grundbesitzer und Politiker
- Denis Daly (Polospieler) (1862–1942), britischer Polospieler
- Denis Daly (Hurlingspieler) (1876–1947), irischer Hurlingspieler
- Denis Daly (Politiker, † 1965) († 1965), irischer Politiker (Fianna Fáil)
- Denis Bowes Daly (um 1745–1821), irischer Politiker
- Derek Daly (* 1953), irischer Automobilrennfahrer
- Dominick Daly (1798–1868), britischer Politiker und Kolonialgouverneur
- Edward Daly (Revolutionär) (1891–1916), irischer Nationalist
- Edward Celestin Daly (1894–1964), US-amerikanischer römisch-katholischer Bischof von Des Moines
- Edward Kevin Daly (1933–2016), irischer römisch-katholischer Bischof von Derry
- Edward M. Daly (* 1965), General der United States Army
- Eileen Daly (* 1963), britische Schauspielerin und Sängerin
- Elizabeth Daly (1878–1967), US-amerikanische Krimiautorin
- Elliot Daly (* 1992), englischer Rugbyspieler
- Francis J. Daly (1886–1950), irischer Politiker
- Géo Daly (1923–1999), französischer Vibraphonist
- George F. Daly (1903–1983), US-amerikanischer Ingenieur
- Herbert Daly (1865–1930), anglo-australischer Maler
- Herman Daly (1938–2022), US-amerikanischer Ökonom
- Ita Daly (* 1945), irische Schriftstellerin
- J. Burrwood Daly (John Burrwood Daly; 1872–1939), US-amerikanischer Politiker
- James Daly (1918–1978), US-amerikanischer Schauspieler
- James Joseph Daly (1921–2013), US-amerikanischer Geistlicher, Weihbischof in Rockville Centre
- Jane Daly (* 1948), US-amerikanische Schauspielerin und Musicaldarstellerin
- Jim Daly (* 1972), irischer Politiker (Fine Gael)
- John Daly (Leichtathlet) (1880–1969), britischer Leichtathlet
- John Daly (Bischof) (1901–1985), britischer Geistlicher
- John Daly (Filmproduzent) (1937–2008), US-amerikanischer Filmproduzent
- John Daly (Schwimmer) (* 1956), puerto-ricanischer Schwimmer
- John Daly (Golfspieler) (* 1966), US-amerikanischer Golfspieler
- John Daly (Skeletonpilot) (* 1985), US-amerikanischer Skeletonpilot
- John Charles Daly (1914–1991), US-amerikanischer Journalist und Moderator
- John Lawrence Daly (1943–2004), australischer Geschäftsmann und Klimaskeptiker
- John W. Daly (1933–2008), US-amerikanischer Herpetologe, Biochemiker und Pharmakologe
- Jon Daly (* 1983), irischer Fußballspieler
- Keevil Daly (1923–2011), kanadischer Gewichtheber
- Lawrence Daly (1924–2009), britischer Gewerkschaftsfunktionär
- Lloyd William Daly (1910–1989), US-amerikanischer Klassischer Philologe
- Marcus Daly (1841–1900), US-amerikanischer Unternehmer
- Marie Maynard Daly (1921–2003), US-amerikanischer Biochemikerin
- Mark Daly (Schauspieler) (1887–1957), britischer Schauspieler
- Mark Daly (Politiker) (* 1973), irischer Politiker
- Martin Daly (* 1964), irischer Politiker (Fianna Fáil)
- Mary Daly (1928–2010), US-amerikanische Theologin und Feministin
- Noel Desmond Daly (1929–2004), australischer Geistlicher, Bischof von Sandhurst
- Pa Daly, irischer Politiker
- Rachel Daly (* 1991), englische Fußballspielerin
- Reginald Aldworth Daly (1871–1957), US-amerikanischer Geologe
- Robert Daly (* 1978), irischer Sprinter
- Ross Daly (* 1952), irischer Weltmusiker und Multiinstrumentalist
- Susan Daly (* 1957), australische Badmintonspielerin
- Tess Daly (* 1969), britische Moderatorin
- Thomas Anthony Daly (* 1960), US-amerikanischer Geistlicher, Bischof von Spokane
- Tim Daly (* 1956), US-amerikanischer Schauspieler, Synchronsprecher und Filmproduzent
- Tom Daly (1918–2011), kanadischer Filmproduzent, Filmeditor und Filmregisseur
- Tony Daly (* 1966), australischer Rugby-Union-Spieler
- Tyne Daly (* 1946), US-amerikanische Schauspielerin
- William Davis Daly (1851–1900), US-amerikanischer Politiker